# Gare de Mostaganem
La gare de Mostaganem est une gare ferroviaire algérienne située sur le territoire de la commune de Mostaganem, dans la wilaya de Mostaganem.

## Situation ferroviaire
Située dans le centre ville de la commune de Mostaganem, c'est la gare terminus de la ligne de Mohammadia à Mostaganem. Elle est précédée de la gare de Mazagran.
| \| Mostaganem Fornaka Relizane \| Localisation de la gare de Mostaganem dans sa wilaya. |
| Mostaganem Fornaka Relizane                                                             |

## Histoire
Située à une altitude de 118,800 m, la gare est mise en service en 1908 lors de l'ouverture de la section de Mostaganem à Relizane de l'ancienne ligne de La Macta à Trumelet où elle était située au point kilométrique (PK) 29,600,,.

## Service des voyageurs

### Desserte
La gare est desservie par les trains régionaux de la liaison Mohammadia - Mostaganem.